# Francesco Grifoni
Francesco Grifoni (Firenze, 5 luglio 1983) è un attore italiano.

## Biografia
Dopo aver frequentato per otto anni l'Accademia dei piccoli di Firenze, sua città natale, e per un anno il Laboratorio Demidoff, si diploma presso il Centro sperimentale di cinematografia di Roma. Nel 1998 inizia a lavorare in teatro e successivamente anche nel cinema e in televisione. Nel 2005 vince il Premio IMAIE - Giovani talenti italiani per Il colpo di pistola, diretto da Elisabetta Lodoli, film in cui è protagonista con il ruolo di Marco. Nel 2007 recita nel film K. Il bandito, regia di Martin Donovan. Nello stesso anno debutta in televisione, partecipando ad un episodio della miniserie tv La stagione dei delitti 2.
Nel 2008 è nel cast della serie tv di Canale 5 I Cesaroni 2 e partecipa alla miniserie tv Ho sposato uno sbirro, regia di Carmine Elia. Sempre nel 2008 è la volta della fortunata serie R.I.S. 5 - Delitti imperfetti, per la regia di Cristian De Matteis e Fabio Tagliavia. Partecipa inoltre alla 65ª mostra del cinema di Venezia, nella sezione "Giornate degli Autori", con il film Un altro pianeta, pellicola a basso costo vincitrice del premio Queer Lion, e in cui Grifoni interpreta il ruolo di Cristiano, il coprotagonista. Il film è l'unico film italiano in concorso al Sundance Film Festival
Nel 2009 viene scelto dal regista Giacomo Campiotti per Il sorteggio, film in cui interpreta la figura di un giovane borghese che diventa operaio per scelta, e successivamente per Preferisco il paradiso, in cui interpreta il ruolo del superbo e arrivista Aurelio. In seguito gira il cortometraggio La sosta, di cui è cosceneggiatore unitamente al regista Daniele Bernabei, dove interpreta Edoardo, un manager di alto rango alle prese con conflitti interiori. Il film ha partecipato, con il titolo The Refill al Manhattan Film Festival
Per il teatro, è andato in scena con gli spettacoli “The Medici Congiura 2.0.”, “Il taglio del bosco”, “Frankenstein”, “L’impollinatore”, per la regia di Giovanni Guidelli. “L’impollinatore” è lo spettacolo vincitore dell’Earthinkfestival 2019 in cartellone al festival della scienza di Genova e circuitato Piemonte dal Vivo.
Nel 2020 è nel cast di “The Wam Game – Il Gioco di Mozart” spettacolo con la regia di Manu Lalli prodotto da Venti Lucenti e il Maggio Musicale Fiorentino.
Nel 2022 è Iwan nello spettacolo Die Fledermaus - il pipistrello, regia Josef Ernst Kopplinger - Gartner Platz Theatre - Monaco - in scena al Maggio Musicale Fiorentino.
Nel 2022 gira I delitti del barlume 10, regia Milena Cocozza, prodotto da Palomar.
Sara' Giorgio in Proiettili di Cristallo - regia Daniele Favilli, progetto vincitore Nuovo Imaie attualmente in fase di distribuzione.  Torna a lavorare con Giacomo Campiotti ne La lunga notte, serie rai sugli ultimi mesi del periodo fascista.

## Filmografia

### Cinema
- Il colpo di pistola, regia di Elisabetta Lodoli (2005) - Ruolo: Marco
- K. Il bandito, regia di Martin Donovan (2007) - Ruolo: Amos
- Un altro pianeta, regia di Stefano Tummolini (2008) - Ruolo: Cristiano
- La sosta, regia di Daniele Bernabei (2011) - Ruolo: Edoardo

### Televisione
- La stagione dei delitti 2 - Episodio: Film nero, regia di Donatella Maiorca (2007) - Ruolo: Orso Gigliotti
- I Cesaroni 2, regia di Francesco Vicario (2008) - Ruolo: Pivian
- Ho sposato uno sbirro, regia di Carmine Elia (2008) - Ruolo: Luca Meani
- R.I.S. 5 - Delitti imperfetti, regia di Fabio Tagliavia, episodio 5x11 (2009) - Ruolo: Paolo Evangelista
- Il sorteggio, regia di Giacomo Campiotti (2010) - Ruolo: Salvatore
- Preferisco il paradiso, regia di Giacomo Campiotti (2010) - Ruolo: Aurelio
- I delitti del Barlume, regia di Milena Cocozza (2023) - Ruolo: Repetto
- La lunga notte - La caduta del Duce, regia di Giacomo Campiotti (2024) - Ruolo: Medico Militare
- Kostas, regia di Milena Cocozza, episodio 1x08 (2024) - Ruolo: Demis

### Premi
- U.I.C - Unione Italiana Casting - Premio IMAIE - Giovani talenti italiani per il film Il colpo di pistola (2005)